# Live in Vancouver 1970
Live in Vancouver 1970 è un doppio album Live dei Doors registrato a Vancouver Canada il 6 giugno 1970 da Vince Treanor Tour manager dei The Doors e pubblicato ufficialmente dalla Bright Midnight Archives/Rhino il 22 novembre 2010. Il concerto dalla durata di 2 ore è considerato da Ray Manzarek uno dei suoi preferiti di sempre. Verso la fine del primo CD troviamo come ospite speciale il Bluesman Albert King che si unirà al gruppo in 4 numeri Blues con la sua chitarra slide.

## Tracce
Le canzoni sono scritte dai Doors salvo dove è indicato.

### Disco 1
1. Start of Show
2. Roadhouse Blues
3. Alabama Song (Whisky Bar)
4. Back Door Man
5. Five To One
6. When The Music's Over
7. Applause - Jim Talks
8. Love Me Two Times
9. Applause - Jim Talks
10. Little Red Rooster - con Albert King
11. Tuning
12. Money - con Albert King
13. Tuning
14. Rock Me - con Albert King
15. Tuning
16. Who Do You Love - con Albert King

### Disco 2
1. Tuning
2. Petition The Lord With Prayer
3. Light My Fire
4. Tuning
5. The End
6. Thank You & Good Night

## Formazione
- Jim Morrison – voce
- Ray Manzarek – organo, tastiera, basso
- John Densmore – batteria
- Robby Krieger – chitarra
- Albert King – chitarra slide in Little Red Rooster, Money, Rock Me & Who Do You Love.